# Michel Pécheux
Michel Pécheux (Saint-Brieuc, 1911. május 24. – Neuilly-sur-Seine, 1985. augusztus 29.) olimpiai és világbajnok francia tőr- és párbajtőrvívó.